# 75-ös főút (Szlovákia)
A 75-ös főút egy elsőrendű főút Szlovákiában, amely Diószeget köti össze Losonccal. 200 kilométer hosszú.